# Dwayne Bacon
Dwayne Lee Bacon Jr. (Flórida, 30 de agosto de 1995) é um basquetebolista americano do New York Knicks da National Basketball Association (NBA).
Ele jogou basquete universitário na Universidade Estadual da Flórida e foi selecionado como a 40ª escolha geral no Draft da NBA de 2017.

## Carreira no ensino médio

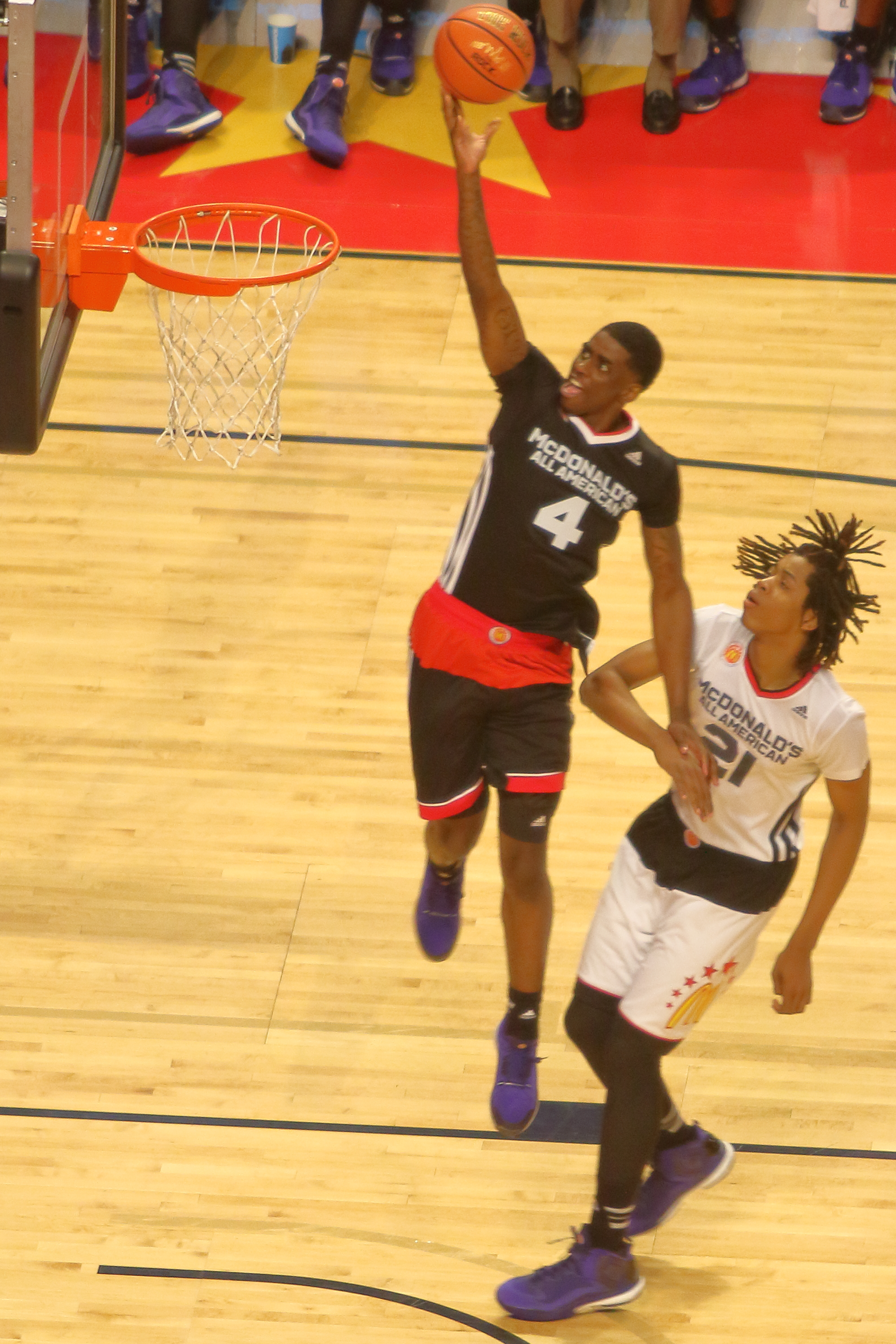
Bacon no McDonald's All-American Game em 2015

Dwayne Bacon frequentou a McKeel Academy em sua cidade natal, Lakeland, Flórida, até se transferir para a IMG Academy em Bradenton, Flórida, para sua terceira temporada. Na Mckeel Academy, Bacon teve médias de 23 pontos, 7 rebotes e 3 roubos de bola em seu segundo ano. Ele levou Mckeel a um recorde geral de 17-8 e às semifinais regionais do Torneio FHSAA em 2013.
Em sua única temporada na IMG, ele teve médias de 19,3 pontos e 4,0 assistências (líder da equipe) em 12 jogos disputados.
Bacon foi transferido para a Oak Hill Academy para sua última temporada. Em 5 de setembro de 2014. Dwayne Bacon comprometeu-se com a Universidade Estadual da Flórida e rejeitou ofertas de Oklahoma, Georgia Tech e Auburn. Em seu último ano em Oak Hill, Dwayne Bacon levou a equipe a uma temporada regular invicto com um recorde de 45-0 e médias de 24,4 pontos, 4,4 rebotes, 3,4 assistências e 2,2 roubos de bola.
Ele foi classificado em 14º na ESPN 100.

## Carreira universitária
Dwayne Bacon assinou com a Universidade Estadual da Flórida em 5 de setembro de 2015. Como calouro, ele recebeu o prêmio de Novato Nacional da Semana da CBS Sports em 21 de novembro. Ele foi eleito três vezes o Novato da Semana da ACC (16 de novembro, 21 e 28 de dezembro).
Em seu primeiro jogo na carreira universitária, Bacon registrou 23 pontos, 8 rebotes, 2 roubos de bola e 1 assistência. Ele conquistou sua primeira vitória na carreira sobre Charleston Southern e registrou 20 pontos e 10 rebotes. Ele jogou em todos os jogos durante a temporada de 2015-16 e teve médias de 15,8 pontos e 5,8 rebotes em 28,8 minutos.
Em 23 de março, Bacon anunciou via Twitter que estava pensando em ir para o draft da NBA de 2016. Ele não contratou um agente e manteve a possibilidade de retornar a Flórida State para a temporada de 2016-17. No entanto, em 28 de março, ele anunciou que retornaria à universidade.
Durante sua segunda temporada, Bacon foi nomeado para a Segunda-Equipe da ACC. Depois que sua equipe foi eliminada do Torneio da NCAA de 2017, Bacon se declarou para o draft da NBA de 2017 em 22 de março de 2017.

## Carreira profissional

### Charlotte Hornets (2017–2020)
Em 22 de junho de 2017, Bacon foi selecionado pelo New Orleans Pelicans como a 40ª escolha geral no draft de 2017. Na noite do draft, ele foi negociado com o Charlotte Hornets. Em 6 de julho de 2017, ele assinou contrato com os Hornets.
Em 18 de outubro de 2017, Bacon fez sua estreia na NBA registrando 8 pontos, 2 rebotes e 2 assistências em uma derrota para o Detroit Pistons . Bacon marcou 18 pontos contra o San Antonio Spurs em 3 de novembro de 2017.
Em 26 de dezembro de 2017, Bacon e Malik Monk foram mandados dos Hornets para o Greensboro Swarm. Mais tarde, Julyan Stone foi designado dos Hornets para o Swarm. No mesmo dia, Bacon foi designado de volta ao Charlotte Hornets.

### Orlando Magic (2020–2021)
Em 24 de novembro de 2020, Bacon assinou com o Orlando Magic.
Em 28 de março, Bacon marcou 26 pontos na derrota por 96-93 para o Los Angeles Lakers. Mais tarde, ele marcou 28 pontos, o recorde de sua carreira, na derrota por 122-112 para o Charlotte Hornets.
Em 8 de agosto de 2021, o Magic dispensou Bacon.

### New York Knicks (2021–Presente)
Em 19 de agosto de 2021, Bacon assinou com o New York Knicks.

## Estatísticas de carreira

### NBA

#### Temporada regular
| Ano      | Equipe    | PJ  | PT | MPJ  | AP   | 3P   | LL   | RT  | AS  | BR | TO | PPJ  |
| -------- | --------- | --- | -- | ---- | ---- | ---- | ---- | --- | --- | -- | -- | ---- |
| 2017–18  | Charlotte | 53  | 6  | 13.5 | .375 | .256 | .899 | 2.3 | .7  | .3 | .0 | 3.3  |
| 2018–19  | Charlotte | 43  | 13 | 17.7 | .475 | .437 | .739 | 2.1 | 1.1 | .3 | .1 | 7.3  |
| 2019–20  | Charlotte | 39  | 11 | 17.6 | .348 | .284 | .660 | 2.6 | 1.3 | .6 | .1 | 5.7  |
| 2020–21  | Orlando   | 72  | 50 | 25.7 | .402 | .285 | .824 | 3.1 | 1.3 | .6 | .1 | 10.9 |
| Carreira | Carreira  | 207 | 80 | 18.6 | .400 | .315 | .780 | 2.5 | 1.1 | .4 | .0 | 6.8  |

### NBA G League

#### Temporada regular
| Ano      | Equipe           | PJ | PT | MPJ  | AP   | 3P   | LL   | RT  | AS  | BR  | TO | PPJ  |
| -------- | ---------------- | -- | -- | ---- | ---- | ---- | ---- | --- | --- | --- | -- | ---- |
| 2017-18  | Greensboro Swarm | 4  | 4  | 35.8 | .423 | .360 | .900 | 6.8 | 4.3 | 1.5 | .0 | 26.5 |
| 2018-19  | Greensboro Swarm | 17 | 17 | 32.1 | .412 | .255 | .812 | 7.0 | 2.1 | 1.2 | .2 | 22.2 |
| 2019-20  | Greensboro Swarm | 9  | 9  | 38.6 | .451 | .322 | .682 | 8.6 | 3.3 | .7  | .3 | 31.8 |
| Carreira | Carreira         | 30 | 30 | 35.5 | .428 | .312 | .798 | 7.4 | 3.2 | 1.1 | .1 | 26.8 |

### Universidade
| Ano      | Equipe        | PJ | PT | MPJ  | AP   | 3P   | LL   | RT  | AS  | BR  | TO | PPJ  |
| -------- | ------------- | -- | -- | ---- | ---- | ---- | ---- | --- | --- | --- | -- | ---- |
| 2015–16  | Florida State | 34 | 32 | 28.8 | .447 | .281 | .714 | 5.8 | 1.5 | 1.0 | .0 | 15.8 |
| 2016–17  | Florida State | 35 | 35 | 28.8 | .452 | .333 | .754 | 4.2 | 1.7 | 1.0 | .1 | 17.2 |
| Carreira | Carreira      | 69 | 67 | 28.8 | .449 | .307 | .734 | 5.0 | 1.6 | 1.0 | .0 | 16.5 |

Fonte: